# 潑墨

南宋 梁楷《潑墨仙人》，國立故宮博物院藏

潑墨，中國畫的一種用墨技法，始見於唐代中期畫家王洽。潑灑在絹素之上的水墨痕跡開初不成物像，但很能啟發畫家的想像力，然後因物造形，經過修飾，使之成畫。
相傳米家山水（或稱潑墨雲山），即係從此發展變化而來，王洽潑墨僅係開端，並未盛行；到了米派遂成為畫史上一大宗派。其後又有著名的青藤、八大的潑墨花鳥，現代的張大千更吸取西洋畫法，創造了潑彩山水。

## 記載
- 唐代王洽，以墨潑紙素，腳蹴手抹，隨其形狀為石、為雲、為水，應手隨意，圖出雲霞，染成風雨，宛若伸巧，俯觀不見其墨汙之跡[1]
- 墨曰潑墨，山色曰潑翠，草色曰潑綠，潑之為用，最足發畫中氣韻。[2]
- 潑墨者用墨微妙，不見筆跡，如潑出耳。[3]

## 外部連結
- 美術術語